# Rue Cochin
Pour les articles homonymes, voir Cochin.
La rue Cochin est une voie située dans le quartier Saint-Victor du 5e arrondissement de Paris.

## Situation et accès
La rue Cochin est desservie à proximité par la ligne 10 à la station Maubert - Mutualité.

## Origine du nom
Elle rend hommage à Jean-Denis Cochin (1789-1841), ancien maire et député de Paris.

## Historique
Ancienne partie de la « grande rue de Sartine » ou de la place de la halle aux Veaux entre les rues de Pontoise et Poissy sur le site de l'hôtel de Soissons près du couvent des Bernardins, elle devient « rue Cochin » en 1875. La halle aux Veaux ouverte en 1772 fut  supprimée en 1855.
Une voie  ouverte en 1846 dans le prolongement de la rue des Bourguignons et débouchant rue Pascal a porté le nom de « rue Cochin ».
La rue des Bourguignons et la rue Cochin ont été supprimées lors de la création du boulevard de Port-Royal en 1867.

## Bâtiments remarquables et lieux de mémoire
- Elle débouche sur le collège des Bernardins.
- Les immeubles des nos 1 à 9 occupent l’emplacement de la halle aux Veaux[2].